# قائمة حكام كأس القارات
هذه المقالة تتحدث عن الحكام الذي أدارو مباريات كأس القارات بجميع نسخها.

## كأس الملك فهد 1992 في السعودية
- ليم كي تشونغ
- رودريغو باديلا
- جمال الشريف
- يوليسي دا سيلفا

## كأس الملك فهد 1995 في السعودية
- ليم كي تشونغ
- رودريغو باديلا
- علي بو جسيم
- أيون كراشيونسكو
- سلفادور ماركوني

## كأس القارات 1997في السعودية
- لوسين بوشارديو
- إيان مكلويد
- سعد كميل
- بيروم أن براسيرت
- نيكولاي ليفينيكوف
- راميش رامدان
- خافيير كاستريلي
- ريني أورتوبي

## كأس القارات 1999في المكسيك
- كوفي كودجا
- كيم يونغ جو
- أنديرس فريسك
- غيلبيرتو ألكالا
- بريان هول
- أوبالدو أكينو
- أوسكار رويز

## كأس القارات 2001في كوريا و اليابان
- جمال الغندور
- فيلكس تانجوارينا
- علي بو جسيم
- لو جون
- هوغ دالاس
- هيلموت كروغ
- كيم ميلتون نيلسن
- بينيتو أركونديا
- كارلوس باتريس
- سيمون ميكاليف
- بايرون مورينو
- أوسكار رويز

## كأس القارات 2003في فرنسا
- كوفي كودجيا
- مسعود مرادي
- لوسيليو باتيستا
- فالنتين فالنتينوفيتش إفانوف
- ماركوس ميرك
- كارلوس باترس
- مارك شيلد
- كارلوس أماريلا
- جورج لاريوندا

## كأس القارات 2005في ألمانيا
- مراد الدعمي
- شمسول مايدن
- هيربيرت فاندل
- لوبوس ميتشيل
- روبيرتو روزيتي
- بيتر بريندرغاست
- ماثيو بريز
- كارلوس أماريلا
- كارلوس تشانديا

## كأس القارات 2009في جنوب إفريقيا
- كوفي كودجا
- إيدي مالييت
- ماثيو بريز
- هوارد ويب
- مارتن هانسون
- ماسيمو بوساكا
- بينيتو أركونديا
- ميكائيل هستر
- بابلو بوزو
- خورخي لاريوندا

## كأس القارات 2013في البرازيل
- فيليكس بريش
- رافشان إيرماتوف
- هاوارد ويب
- يويتشي نيشيمورا
- بيورن كويبرس
- بيدرو بروينسا
- إنريكي أوسيس
- جمال حيمودي
- جويل أغويلار
- دييغو أبال

## كأس القارات 2017في روسيا
| الاتحاد | الحكم          | الحكام المساعدين                      | حكام الفيديو                                    | الاتحاد    | الحكم         | الحكام المساعدين                     | حكام الفيديو                |
| ------- | -------------- | ------------------------------------- | ----------------------------------------------- | ---------- | ------------- | ------------------------------------ | --------------------------- |
| أوروبا  | ميلوراد ماجيتش | ميلوفان ريستيتش داليبور دورديفيتش     | أرتور سواريز دياش أوفيديو هاتيغان كليمنت توربين | آسيا       | فهد المرداسي  | عبد الله الشلاوي محمد البكري         | رافشان إيرماتوف             |
| أوروبا  | جيانلوكا روتشي | إلينيتو دي ليبيرتادوري ماورو تونولينس | أرتور سواريز دياش أوفيديو هاتيغان كليمنت توربين | آسيا       | علي رضا فغاني | رضى سوخاندان محمد رضى منصوري         | رافشان إيرماتوف             |
| أوروبا  | دامير سكومينا  | خوري بارابروتنيك روبيرت فوكان         | أرتور سواريز دياش أوفيديو هاتيغان كليمنت توربين | كونميبول   | نيستور بيتانا | إيرنان مايدانا خوان بابلو بيلاتي     | إنريكي كاسيريس ساندرو ريتشي |
| أفريقيا | باكاري غاساما  | جيان-كلود بيريموشاهو ماروا رانج       | مالانغ ديدهيو                                   | كونميبول   | ويلمار رولدان | أليكساندر غوزمان كريستيان دي لا كروز | إنريكي كاسيريس ساندرو ريتشي |
| أمريكا  | مارك غيجر      | جو فليتشر شارل جاستن مورغانتي         | خاير ماروفو                                     | أوقيانوسيا | -             | عبد القادر الزيتوني (احتياطي)        | -                           |